# 辛科洛
辛科洛（法語：Sinkolo），是馬里的城鎮，位於該國南部，由錫卡索區的庫蒂亞拉省負責管轄，面積296平方公里，海拔高度290米，2009年人口11,470，人口密度每平方公里38人。